# Kościół Ewangelicki Palatynatu

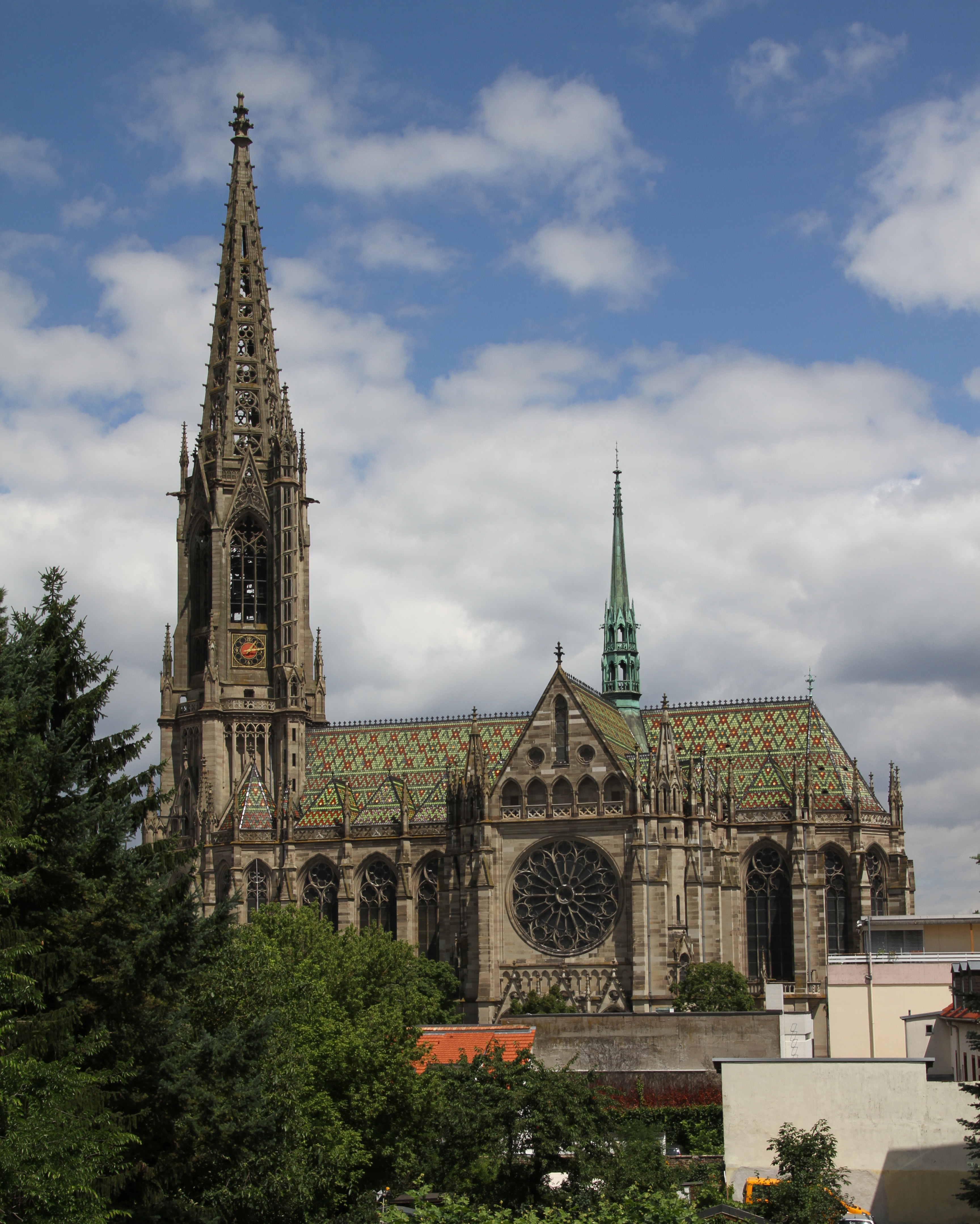
Gedächtniskirche der Protestation w Spirze

Kościół Ewangelicki Palatynatu (Regionalny Kościół Protestancki) (niem. Evangelische Kirche der Pfalz (Protestantische Landeskirche)) – jeden z 20 kościołów tworzących Kościół Ewangelicki w Niemczech z siedzibą w Spirze. Należy do kościołów ewangelicko-unijnych, skupiając wiernych wyznania luterańskiego i reformowanego.
Zasięg działalności kościoła obejmuje teren krainy historycznej Palatynat. Liczy 443.607 wiernych zrzeszonych w 402 parafiach, podzielonych między 15 okręgów kościelnych. Zatrudnia 568 księży, 89 diakonów i 27 praktykantów. Ponadto w kościele działa 3000 wolontariuszy.

## Historia
Powstanie kościoła nastąpiło w 1818, kiedy to została zawiązana unia kościelna pomiędzy ewangelikami wyznania luterańskiego i kalwińskiego. Kolejne lata przebiegały na uzyskaniu większej samodzielności od konsystorza Kościoła Bawarii w Monachium, co osiągnięto na przełomie lat 1848-1849.
Koniec XIX wieku i początek XX wieku przyniosły wewnętrzne konflikty pomiędzy dominującą w kościele opcją racjonalistyczno-liberalną, a konserwatywną, a także ruchami przebudzeniowymi.
W 1933 kierownictwo kościołem przejęli Niemieccy Chrześcijanie, włączając go do powołanego przez narodowych socjalistów Niemieckiego Kościoła Ewangelickiego (Deutsche Evangelische Kirche). Odbudowa kościoła po 1945 została ukształtowana przez działajność Kościoła Wyznającego.
Ordynację kobiet na duchownych wprowadzono w 1958.
Rozwój kościoła i organizacji religijnych rozpoczęty po wojnie został zahamowany po 1995 w związku ze spadkiem ilości wiernych oraz związanym z tym zmniejszeniem zakresu finansowania działalności. Spowodowało potrzebę szukania oszczędności, koncentrację prowadzonych usług i zmniejszenie ich zakresu, zwiększenie roli pracy wolontariuszy.

## Ekumenia i współpraca międzynarodowa
Kościół Ewangelicki Palatynatu utrzymuje stosunki z Zjednoczonym Kościołem Reformowanym w Wielkiej Brytanii, Kościołem Reformowanym Francji, Ewangelickim Kościołem Czeskobraterskim, Kościołem Prezbiteriańskim w Ghanie, Kościołem Prezbiteriańskim Korei, Ewangelickim Kościołem Chrześcijańskim w Papui Zachodniej i Kościołem Ewangelicko-Luterańskim Boliwii.